# 潘琦 (企业家)
潘琦（1963年4月—），汉族，江苏盐城人，中华人民共和国企业家、政治人物，中国民主建国会中央委员、广西壮族自治区委副主委、广西银河集团有限公司董事长。第十一届全国政协委员。

## 生平
1982年至1988年，潘琦就读于南京大学经济管理系，先后获得学士与硕士学位。1991年毕业于西南财经大学，获博士学位。
2008年，当选第十一届全国政协委员，代表中国民主建国会，分入第八组。
2011年被证监会处以10年证券市场禁入措施。
2014年，南京大学仙林校区匡亚明学院院楼“潘琦楼”落成启用。
2019年被广西证监局处以10年市场禁入处罚。